# Ženskij volejbol'nyj klub Fakel 2011-2012
Questa voce raccoglie le informazioni riguardanti la Ženskij volejbol'nyj klub Fakel nelle competizioni ufficiali della stagione 2011-2012.

## Organigramma societario
Area direttiva
- Presidente: Viktor Lukovkin

Area tecnica
- Allenatore: Elena Celiševa (fino a gennaio), Ol'ga Potašova (da gennaio)

## Rosa
| N° | Nome                | Ruolo | Data di nascita   | Nazionalità sportiva |
| -- | ------------------- | ----- | ----------------- | -------------------- |
| 1  | Anastasija Belikova | C     | 22 luglio 1979    | Russia               |
| 2  | Alla Galeeva        | L     | 15 aprile 1992    | Russia               |
| 4  | Anna Kargopol'ceva  | L     | 23 agosto 1991    | Russia               |
| 5  | Anna Paregina       | P     | 11 giugno 1985    | Russia               |
| 6  | Julija Kutjukova    | S     | 30 marzo 1989     | Russia               |
| 8  | Marija Samojlova    | O     | 22 dicembre 1989  | Russia               |
| 9  | Elena Maslova       | P     | 27 agosto 1980    | Russia               |
| 10 | Evgenija Ivašova    | S     | 10 marzo 1990     | Russia               |
| 11 | Irina Bil'maer      | C     | 18 agosto 1983    | Russia               |
| 13 | Dar'ja Pisarenko    | S     | 22 aprile 1991    | Russia               |
| 15 | Antonella Del Core  | S     | 5 novembre 1980   | Italia               |
| 17 | Simona Gioli        | O     | 17 settembre 1977 | Italia               |
| 18 | Natal'ja Rogačeva   | C     | 30 dicembre 1982  | Russia               |

## Statistiche

### Statistiche di squadra
| Competizione    | Punti | In casa | In casa | In casa | In trasferta | In trasferta | In trasferta | Totale | Totale | Totale |
| Competizione    | Punti | G       | V       | P       | G            | V            | P            | G      | V      | P      |
| --------------- | ----- | ------- | ------- | ------- | ------------ | ------------ | ------------ | ------ | ------ | ------ |
| Superliga       | 33/39 | 13      | 7       | 6       | 15           | 5            | 10           | 28     | 12     | 16     |
| Coppa di Russia | 8/4   | -       | -       | -       | -            | -            | -            | 7      | 4      | 3      |
| Totale          | -     | 13      | 7       | 6       | 15           | 5            | 10           | 35     | 16     | 19     |

G = partite giocate; V = partite vinte; P = partite perse

### Statistiche dei giocatori
| Giocatrice       | Superliga | Superliga | Superliga | Superliga | Superliga |
| Giocatrice       | P         | PT        | AV        | MV        | BV        |
| ---------------- | --------- | --------- | --------- | --------- | --------- |
| A. Belikova      | 15        | 92        | 54        | 27        | 11        |
| I. Bil'maer      | 22        | 94        | 47        | 30        | 17        |
| A. Del Core      | 24        | 300       | 232       | 50        | 18        |
| A. Galeeva       | 25        | 0         | 0         | 0         | 0         |
| S. Gioli         | 27        | 452       | 376       | 49        | 27        |
| E. Ivašova       | 13        | 2         | 1         | 0         | 1         |
| A. Kargopol'ceva | 6         | 0         | 0         | 0         | 0         |
| J. Kutjukova     | 23        | 220       | 187       | 13        | 20        |
| E. Maslova       | 24        | 40        | 6         | 15        | 19        |
| A. Paregina      | 13        | 24        | 8         | 3         | 13        |
| D. Pisarenko     | 22        | 187       | 154       | 23        | 10        |
| N. Rogačeva      | 28        | 302       | 210       | 74        | 18        |
| M. Samojlova     | 6         | 43        | 37        | 1         | 5         |

P = presenze; PT = punti totali; AV = attacchi vincenti; MV = muri vincenti; BV = battute vincenti

NB: Non sono disponibili i dati relativi alla Coppa di Russia e, di conseguenza, quelli totali